# 거듭제곱근
수학에서, 거듭제곱근은 거듭제곱의 역연산이다. 승근(乘根), 누승근(累乘根) 또는 멱근(冪根)이라고도 한다. 구체적으로, 만약 {\displaystyle x^{n}=a}이라면, {\displaystyle x}가 {\displaystyle a}의 {\displaystyle n}제곱근이라고 한다. {\displaystyle a^{2},a^{3},a^{4},a^{5},\dots ,a^{n}\dots }({\displaystyle {}=a}의 제곱, {\displaystyle a}의 세제곱, {\displaystyle a}의 네제곱, {\displaystyle a}의 다섯제곱, ..., {\displaystyle a}의 {\displaystyle n}제곱, ...)을 통틀어 {\displaystyle a}의 거듭제곱이라고 하는 것처럼, {\displaystyle a}의 제곱근, {\displaystyle a}의 세제곱근, {\displaystyle a}의 네제곱근, {\displaystyle a}의 다섯제곱근, ... {\displaystyle a}의 {\displaystyle n}제곱근, ...을 통틀어 {\displaystyle a}의 거듭제곱근이라고 한다.

## 정의
양의 정수 {\displaystyle n}이 주어졌다고 하자. 실수 또는 복소수 {\displaystyle a}의 {\displaystyle n}제곱근(영어: n-th root)은
{\displaystyle x^{n}=a}
인 실수 또는 복소수 {\displaystyle x}를 일컫는다. 여기서
{\displaystyle x^{n}=\underbrace {x\times x\times \cdots \times x} _{n}}
은 {\displaystyle x}의 {\displaystyle n}제곱이다.

### 실수의 거듭제곱근
임의의 실수 또는 복소수의 {\displaystyle n}제곱근은 (중복도를 감안할 때) 복소수 범위에서 {\displaystyle n}개가 있으며, {\displaystyle a\neq 0}인 경우 이들은 서로 다르다. 실수 {\displaystyle a\in \mathbb {R} }의 경우, 그 가운데 하나
{\displaystyle {\sqrt[{n}]{a}}\in \mathbb {R} }
를 다음과 같이 고를 수 있다. 만약 {\displaystyle a=0}인 경우, 0의 {\displaystyle n}제곱근은 0으로 유일하다.
{\displaystyle {\sqrt[{n}]{0}}=0}
만약 {\displaystyle a\neq 0}이며, {\displaystyle n}이 홀수라면, {\displaystyle a}의 {\displaystyle n}제곱근 가운데 실수인 하나 {\displaystyle {\sqrt[{n}]{a}}\in \mathbb {R} }가 유일하게 존재한다. 구체적으로, 실수의 완비성을 사용하여, 특정 부분 집합의 상한 또는 하한으로 정의할 수 있다.
{\displaystyle {\begin{aligned}{\sqrt[{n}]{a}}&=\sup\{x\in \mathbb {R} \colon x^{n}<a\}\\&=\inf\{x\in \mathbb {R} \colon x^{n}>a\}\end{aligned}}}
만약 {\displaystyle a>0}이며, {\displaystyle n}이 짝수라면, {\displaystyle a}의 {\displaystyle n}제곱근 가운데 실수인 것은 둘이 존재하며, 서로 덧셈 역원이다. 이 가운데 양의 실수인 하나를 {\displaystyle {\sqrt[{n}]{a}}}로 정의하자. 그렇다면 나머지 하나는 {\displaystyle -{\sqrt[{n}]{a}}}이다. {\displaystyle {\sqrt[{n}]{a}}}의 구체적인 표현은 다음과 같다.
{\displaystyle {\begin{aligned}{\sqrt[{n}]{a}}&=\sup\{x\in \mathbb {R} ^{+}\colon x^{n}<a\}\\&=\inf\{x\in \mathbb {R} ^{+}\colon x^{n}>a\}\end{aligned}}}
만약 {\displaystyle a<0}이며, {\displaystyle n}이 짝수라면, {\displaystyle a}의 {\displaystyle n}개의 {\displaystyle n}제곱근은 모두 실수가 아니다. {\displaystyle a}는 실수이므로, 복소수이다. 따라서, 복소수의 특별한 {\displaystyle n}제곱근을 고르는 방법을 사용한다.

### 복소수의 거듭제곱근
복소수 {\displaystyle a\in \mathbb {C} }의 {\displaystyle n}제곱근은 (중복도를 감안할 때) 복소수 범위에서 총 {\displaystyle n}개가 있으며, {\displaystyle a\neq 0}인 경우 이들은 서로 다르다. 이 가운데 하나가
{\displaystyle {\sqrt[{n}]{a}}\in \mathbb {C} }
라면, {\displaystyle n}개의 거듭제곱근들은 다음과 같다.
{\displaystyle {\sqrt[{n}]{a}}\mathrm {e} ^{2k\pi \mathrm {i} /n}\qquad (k=0,1,\dots ,n-1)}
특별한 거듭제곱근 {\displaystyle {\sqrt[{n}]{a}}}를 고르는 방법은 유일하지 않다. 0이 아닌 복소수 {\displaystyle a\in \mathbb {C} \setminus \{0\}}를 그 절댓값 {\displaystyle |a|}과 편각 {\displaystyle \arg a}를 사용하여
{\displaystyle a=|a|\mathrm {e} ^{\mathrm {i} \arg a}}
로 나타내자. 절댓값 {\displaystyle |a|}은 음이 아닌 실수이므로, 그 표준적인 실수 거듭제곱근 {\displaystyle {\sqrt[{n}]{|a|}}}를 고를 수 있다. 이 경우, {\displaystyle a}의 모든 {\displaystyle n}제곱근은 다음과 같다.
{\displaystyle {\sqrt[{n}]{|a|}}\mathrm {e} ^{\mathrm {i} (\arg a+2k\pi )/n}\qquad (k=0,1,\dots ,n-1)}
또한, {\displaystyle a}의 표준적인 거듭제곱근을 다음과 같이 고를 수 있다.
{\displaystyle {\sqrt[{n}]{a}}={\sqrt[{n}]{|a|}}\mathrm {e} ^{\mathrm {i} \arg a/n}}
얼핏 {\displaystyle {\sqrt[{n}]{a}}}를 고르는 방법을 유일하게 결정한 것처럼 보이지만, 편각의 선택은 유일하지 않으므로 {\displaystyle {\sqrt[{n}]{a}}}를 고르는 방법은 유일하지 않다. 예를 들어, 편각
{\displaystyle \arg a\in (-\pi ,\pi ]}
에 대한 거듭제곱근과
{\displaystyle \arg a\in [0,2\pi )}
에 대한 거듭제곱근은 일반적으로 다르다.

### 용어와 표기법
작은 {\displaystyle n}에 대한 거듭제곱근은 다음과 같다.
- 만약 {\displaystyle n=2}인 경우, {\displaystyle a}의 {\displaystyle n}제곱근을 {\displaystyle a}의 제곱근이라고 하며, {\displaystyle {\sqrt[{2}]{a}}} 대신 {\displaystyle {\sqrt {a}}}라고 쓴다.
- 만약 {\displaystyle n=3}인 경우, {\displaystyle a}의 {\displaystyle n}제곱근을 {\displaystyle a}의 세제곱근 {\displaystyle {\sqrt[{3}]{a}}}이라고 한다.
- 만약 {\displaystyle n=4}인 경우, {\displaystyle a}의 {\displaystyle n}제곱근을 {\displaystyle a}의 네제곱근(영어: fourth root) {\displaystyle {\sqrt[{3}]{a}}}이라고 한다.
- 만약 {\displaystyle n=5}인 경우, {\displaystyle a}의 {\displaystyle n}제곱근을 {\displaystyle a}의 다섯제곱근(영어: fifth root) {\displaystyle {\sqrt[{3}]{a}}}이라고 한다.

거듭제곱근 {\displaystyle {\sqrt[{n}]{a}}}은 거듭제곱을 사용하여
{\displaystyle a^{1/n}}
이라고 쓸 수 있다.

## 성질
음이 아닌 실수의 거듭제곱근의 경우, 다음과 같은 항등식들이 성립한다.
{\displaystyle {\sqrt[{n}]{ab}}={\sqrt[{n}]{a}}\cdot {\sqrt[{n}]{b}}}
{\displaystyle {\sqrt[{n}]{\frac {a}{b}}}={\frac {\sqrt[{n}]{a}}{\sqrt[{n}]{b}}}\qquad (b\neq 0)}
그러나, 이는 음의 실수나 복소수의 거듭제곱근에서 성립하지 않는다. 예를 들어,
{\displaystyle {\sqrt {(-1)\cdot (-1)}}={\sqrt {1}}=1}
이지만,
{\displaystyle {\sqrt {-1}}\cdot {\sqrt {-1}}=-1}
이다.

### 갈루아 군
체 {\displaystyle K}가 주어졌다고 하자. 양의 홀수 {\displaystyle n}이 주어졌고, {\displaystyle \operatorname {char} K\nmid n}이며, {\displaystyle \zeta _{n}}이 1의 원시 {\displaystyle n}제곱근이라고 하자. 또한, 체의 원소 {\displaystyle a\in K}가 주어졌으며, 임의의 소수 {\displaystyle p\mid n}에 대하여 {\displaystyle K}가 {\displaystyle a}의 {\displaystyle p}제곱근을 포함하지 않는다고 하자. 그렇다면, {\displaystyle a}의 {\displaystyle n}제곱근들을 근으로 하는 다항식 {\displaystyle x^{n}-a\in K[x]}의 분해체 {\displaystyle K({\sqrt[{n}]{a}},\zeta _{n})}의 갈루아 군은 다음과 같다.:300, Theorem 9.4
{\displaystyle \operatorname {Gal} (K({\sqrt[{n}]{a}},\zeta _{n})/K)\cong \mathbb {Z} /n\rtimes (\mathbb {Z} /n)^{\times }}
구체적으로, {\displaystyle c\in \mathbb {Z} /n} 및 {\displaystyle d\in (\mathbb {Z} /n)^{\times }}의 순서쌍에 대응하는 자기 동형 사상은 다음과 같다.
{\displaystyle {\sqrt[{n}]{a}}\mapsto a\zeta _{n}^{c}}
{\displaystyle \zeta _{n}\mapsto \zeta _{n}^{d}}

## 예
{\displaystyle 2^{3}=8}이다. 따라서,
{\displaystyle {\sqrt[{3}]{8}}=2}
이다. 이는 8의 유일한 실수 세제곱근이다. 8의 세제곱근은 3개가 있으며, 이는 다음과 같다.
{\displaystyle 2,2\mathrm {e} ^{2\pi /3},2\mathrm {e} ^{4\pi /3}}
{\displaystyle 3^{4}=81}이다. 따라서,
{\displaystyle {\sqrt[{4}]{81}}=3}
이다. 81의 실수 네제곱근은 3과 −3 둘이다. 81의 네제곱근은 4개가 있으며, 다음과 같다.
{\displaystyle 3,3\mathrm {i} ,-3,-3\mathrm {i} }

## 참고 문헌
1. ↑  Lang, Serge (2002). 《Algebra》. Graduate Texts in Mathematics (영어) 211 개정 3판. 뉴욕: Springer. doi:10.1007/978-1-4613-0041-0. ISBN 978-1-4612-6551-1. ISSN 0072-5285. MR 1878556. Zbl 0984.00001. 구글 도서 Fge[…].